# (216462) Polyphontès
(216462) Polyphontès, désignation internationale (216462) Polyphontes, est un astéroïde troyen jovien.

## Description
(216462) Polyphontès est un astéroïde troyen jovien, camp grec, c'est-à-dire situé au point de Lagrange L4 du système Soleil-Jupiter. Il présente une orbite caractérisée par un demi-grand axe de 5,208 UA, une excentricité de 0,107 et une inclinaison de 10,0° par rapport à l'écliptique.
Il est nommé en référence au personnage de la mythologie grecque Polyphontès, acteur du conflit légendaire de la guerre de Troie.

## Compléments